# لوتار ماتئوس
لوتار متئوس (به آلمانی: Lothar Herbert Matthäus) (زادهٔ ۲۱ مارس ۱۹۶۱ در ارلانگن) بازیکن و فوتبالیست سابق آلمانی است.
وی یکی از ستارگان بزرگ تاریخ فوتبال آلمان و جهان است و از بسیاری لحاظ رکورددار است، ۱۵۰ بازی برای تیم ملی فوتبال آلمان انجام داده و رکورددار بازی‌های ملی است. همچنین او در سال ۲۰۲۰ از سوی مجله فرانس فوتبال به عنوان بهترین هافبک میانی (مرکزی) تاریخ فوتبال برگزیده شد و در ترکیب منتخب تاریخ قرار گرفت. او ۲۵ بازی برای آلمان در پنج دوره از جام جهانی در بین سال‌های ۱۹۸۲ تا ۱۹۹۸، و از آن گذشته ۱۰۰ بازی در لباس باشگاه‌های بروسیا مونشن گلادباخ، بایرن مونیخ و اینتر میلان در چارچوب رقابت‌های باشگاه‌های اروپا انجام داده‌است. او در سال های ۱۹۸۶ الی ۱۹۹۰ در اینتر میلان ۴ سال رویایی را پشت سر گذاشت و با وجود رقیبانی مانند رود گولیت و فان باستن در سری آ برنده اسکودتو و توپ طلا شد اگر چه این افراد رقیبان ماتئوس محسوب نمیشدند و از نظر فنی ضعیف تر از ماتئوس بودند اما رقابت آنها در آن زمان پر آوازه شد. وی به همراه باستیان شواینشتایگر رکورددار بازی برای بایرن مونیخ است.

## زندگی ورزشی
از ماتئوس اغلب به عنوان بهترین هافبک میانی تاریخ فوتبال یاد می‌شود. او در واقع هافبک دفاعی بود که به هافبک میانی و سرانجام هافبک هجومی در دوران اوج و در اواخر بازیگری به لیبرو مبدل شد. او با ترکیب قدرت، سرعت و مهارت فردی به بهترین بازیکن جهان بدل شد. از ویژگی‌های بارز ماتئوس می‌توان به قدرت بی نظیر بدنی، شوت‌های سنگین، بازیسازی، پابه توپ و حرکات ویرانگر و قدرت فوق‌العاده رهبری اشاره کرد. تنها عنوانی که این ستاره بزرگ فوتبال آلمان از کسب آن محروم ماند، عنوان قهرمانی جام قهرمانان باشگاه‌های اروپا بود، اگر چه ماتئوس دو بار در سال‌های ۱۹۸۷ و ۱۹۹۹ با بایرن مونیخ در فینال این جام در برابر تیم‌های پورتو و منچستر یونایتد حضور داشت، اما هر دو بار شکست خورد.

### دوران باشگاهی
لوتار بازی خود را از تیم هرتسوگن آوراخ آغاز کرد و با زدن ۲۰ گل در یک فصل بازی برای این تیم استعداد خود را به رخ کشید و بلافاصله در حالی که تنها ۱۸ سال داشت به تیم مونشن گلادباخ پیوست، تیمی که در دهه ۷۰و۸۰ تیم بسیار قدرتمندی بود و بازیکنان بزرگی مثل نتزر، فوگتس، هاینکس، بونهوف، سیمونسون، اشتیلیکه، ماتیوس و افنبرگ را به دنیای فوتبال معرفی کرد. بین سال‌های ۱۹۸۴ تا ۱۹۸۸ در بایرن مونیخ بازی کرد و افتخارات بیشماری را بدست آورد که مهم‌ترین آن قهرمانی در بوندسلیگا در سال‌های ۸۵-۸۶-۸۷ بوده‌است.
سپس در سال ۱۹۸۸ به اینترمیلان رفت و تا سال ۱۹۹۲ در این تیم عضویت داشت که دوران طلایی را در این تیم سپری کرد تا جایی که مدیران اینتر همیشه اذعان داشته‌اند که بعد او دیگر هافبکی در اندازه‌های او پیدا نکرده‌اند. به واقع او از بهترین شوتزنهای سری A و اروپا بوده‌است که چندین بار با ضربات وحشتناک خود دروازه‌ها را لرزاند. در همان سال اول حضور خود ۱۹۸۹–۱۹۸۸ اینتر را قهرمان کرد و همراه اینتر رؤیایی در آن سال رکورد تاریخ سری آ را از لحاظ امتیاز و تعداد پیروزی شکست و در ۳۲ بازی انجام داده ۹ گل به ثمر رساند. در کل ۴ فصل وی ۱۱۵ بازی و ۴۰ گل در لیگ ایتالیا به ثمر رساند. در سال ۱۹۹۲ دوباره به بایرن مونیخ پیوست و سه بار بوندسلیگا و دو بار جام حذفی را به کلکسیون افتخاراتش افزود. وی کلاً در لیگ‌های آلمان و ایتالیا (بدون احتساب جام‌های حذفی و داخلی و جام‌های اروپایی) به همراه تیم‌های هرتسوگن آوراخ، مونشن گلادباخ، بایرن مونیخ و اینترمیلان ۱۸۱ گل به ثمر رساند که بیانگر شم گلزنی بالای او می‌باشد.
در سال ۲۰۰۰ وی به آمریکا و باشکاه مترواستارز رفت و بعد از حدوداً ۱ سال کفشهای ارزشمندش را آویزان کرد.

### دوران ملی
ماتئوس در سال ۱۹۸۰ به تیم ملی دعوت شده و در اولین تجربه قهرمان یورو ۱۹۸۰ شد. در سطح جام جهانی وی با کسب تجربه در جام جهانی فوتبال ۱۹۸۲ که بیشتر ذخیره بود، در جام جهانی فوتبال ۱۹۸۶ مکزیک با موهایی بلند به عنوان هافبک دفاعی کار می‌کرد و دیگر خود را کوچکتر از پیر لیتبارسکی و آندریاس برمه نمی‌دید و آلمان با کمک هافبک‌های خوب خود تا فینال پیش‌آمد ولی در مقابل اعجوبه‌ای بنام مارادونا بازی را ۳ بر ۲ واگذار کردند. ۲ گل آلمان را کارل هاینس رومنیگه و رودی فولر زدند.
در جام جهانی فوتبال ۱۹۹۰ آلمان با بازیکنهای پخته و مهاجمینی گل زن پا به مسابقات گذاشت، در این جام ماتئوس یکه‌تاز بود و رهبری رؤیایی برای تیمش بود. او در این جام ۴ گل به ثمر رساند. در این جام آلمانها انتقام فینال ۱۹۸۶ را از آرژانتین گرفتند و و لوتار در پایان به عنوان بهترین بازیکن جام انتخاب شد و مرد سال اروپا گردید.
لوتار در جام جهانی ۹۸ یک مدافع بود و آلمان تنها تا یک چهارم نهایی صعود کرد. در یورو ۲۰۰۰ وی از بازیهای ملی خداحافظی کرد تا عاشقان او چشمانی پر از اشک داشته باشند. ماتئوس ۱۵۰ بازی ملی و ۲۳گل زده دارد. وی در دو جام جهانی ۱۹۸۶ و ۱۹۹۰ در منتخب جام بوده‌است و سال‌ها کاپیتان آلمان بوده و بعد او این بازوبند به یورگن کلینزمن ٫ الیور کان ٫ میشائیل بالاک ٫ فیلیپ لام داده شده‌است. وی تا سال ۲۰۱۶ رکورددار مسن‌ترین بازیکن مسابقات جام ملت‌های اروپا بود. گابور کرالی بازیکن تیم ملی مجارستان که در آوریل ۲۰۱۶ ۴۰ ساله شد، رکورد ماتئوس با ۳۹ سال و ۹۱روز را شکست.

### دوران مربیگری

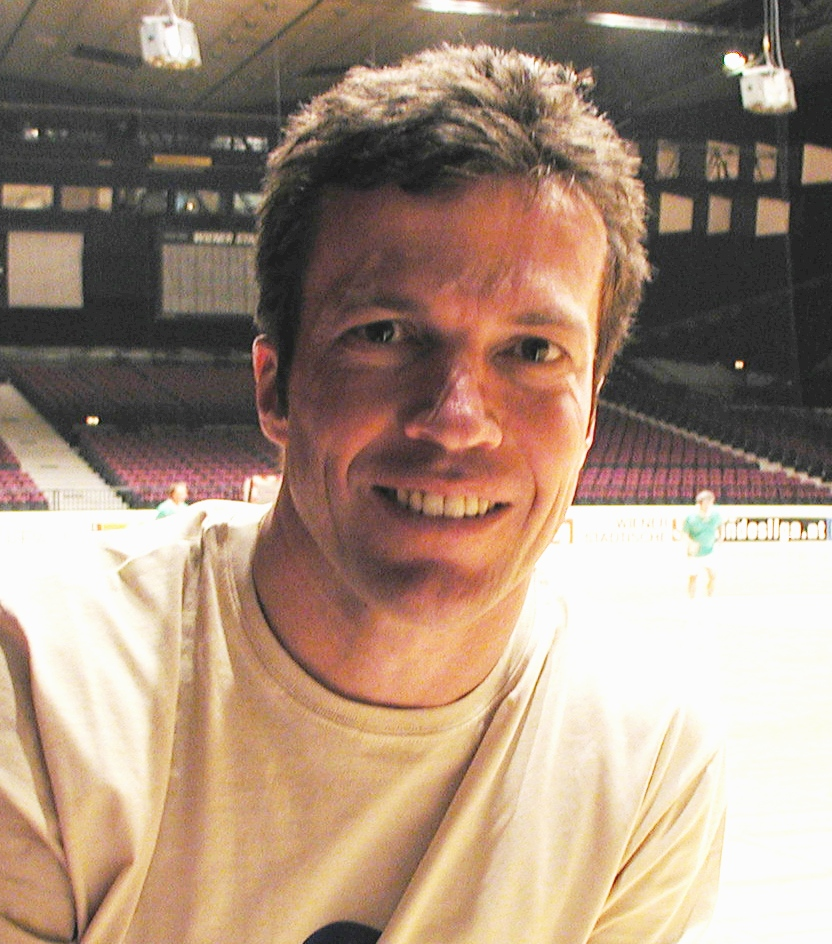
ماتئوس در سال ۲۰۰۲

در رده مربیگری نیز ماتئوس با راپید وین اتریش آغاز کرد یکسال بعد هم مربی ستاره سرخ بلگراد شد و این تیم را قهرمان یوگسلاوی کرد و همچنین برای اولین بار در تاریخش، بلگراد توسط ماتئوس به لیگ قهرمانان اروپا صعود می‌کند. در آغاز مسابقات مقدماتی جام جهانی ۲۰۰۶، ماتئوس مربی مجارستان می‌شود تا عملاً اسم بزرگی در میان مربیان پیدا کند. در ادامه به اتلتیکو پاراننزه برزیل رفت ولی چند ماه بیشتر دوام نیاورد تا مربی سالزبورگ اتریش شود.

## سبک بازی
ماتئوس یک بازیکن با پاس‌های عالی و بازیخوان واقعی در کارهای دفاعی بود. او با شوت‌های سنگین و سرکش گلهای زیادی از فواصل دور به ثمر رساند. وی جنگندگی و پا به توپی خوبی داشت که هم در حمله و دفاع شرکت می‌کرد. لوتار با بالا رفتن سنش تبدیل به یک سوئیپر شد.

## نقل قول‌ها
جیوانی تراپاتونی:
من پلاتینی را ستایش می‌کنم، مارادونا را تحسین می‌کنم، اما برای پیروزی و موفقیت به بازیکنی چون لوتار ماتئوس احتیاج دارم
دیگو مارادونا:
لوتار فوتبال را می‌فهمید. او می‌توانست به عنوان شماره ۱۰ بازی کند. او همچنین هافبک تدافعی و پوششی خوبی بود و در پایان نیز به یک لیبرو تبدیل شد. لوتار بهترین و بزرگ‌ترین حریفی است که من در تمام این سال‌ها در مقابل خود داشته‌ام

## افتخارها

### بروسیا مونشن گلادباخ
- لیگ اروپا: ۱۹۸۰ (نائب قهرمان)

### بایرن مونیخ
- بوندس‌لیگا: ۱۹۸۴–۸۵، ۱۹۸۵–۸۶، ۱۹۸۶–۸۷، ۱۹۹۳–۹۴، ۱۹۹۶–۹۷، ۱۹۹۸–۹۹، ۱۹۹۹–۲۰۰۰
- جام حذفی آلمان: ۱۹۸۵–۸۶، ۱۹۹۷–۹۸، ۱۹۹۹–۲۰۰۰
- جام اتحادیه آلمان: ۱۹۹۷–۹۸، ۱۹۹۸–۹۹، ۱۹۹۹–۲۰۰۰
- لیگ اروپا: ۱۹۹۵–۹۶
- لیگ قهرمانان اروپا: ۱۹۹۸–۹۹ (نایب قهرمان)

### اینتر میلان
- سری آ: ۱۹۸۸–۸۹
- جام اتحادیه باشگاهی اروپا (یوفا): ۱۹۹۰–۹۱
- سوپرجام ایتالیا: ۱۹۸۸–۸۹

### تیم ملی آلمان
- جام ملت‌های اروپا: ۱۹۸۰
- جام جهانی: ۱۹۹۰؛ ۱۹۸۲ و ۱۹۸۶ (نایب قهرمان)
- یو.اس. اوپن: ۱۹۹۳

#### سرمربی
- بوندس‌لیگا (اتریش): ۲۰۰۷
- لیگ اول صربستان و مونته‌نگرو: ۲۰۰۳

### فردی
- بازیکن سال فوتبال جهان: ۱۹۹۱
- ورزشکار سال اروپا (جایزه فرانک تیلور) (Europas Sportler des Jahres (UEPS)): ۱۹۹۰
- بازیکن سال فوتبال آلمان: ۱۹۹۰ و ۱۹۹۹
- جزو فیفا ۱۰۰
- توپ طلای اروپا: ۱۹۹۰
- توپ نقره جام جهانی: ۱۹۹۰
- کفش برنز جام جهانی: ۱۹۹۰
- جزو تیم منتخب غیر رسمی آل-استار جام جهانی: ۱۹۹۰
- جزو تیم منتخب جام جهانی از نگاه رسانه‌ها: ۱۹۸۶، ۱۹۹۰